# Rhynchostylis retusa
Rhynchostylis retusa är en orkidéart som först beskrevs av Carl von Linné, och fick sitt nu gällande namn av Carl Ludwig von Blume. Rhynchostylis retusa ingår i släktet Rhynchostylis och familjen orkidéer. Inga underarter finns listade i Catalogue of Life.

## Bildgalleri

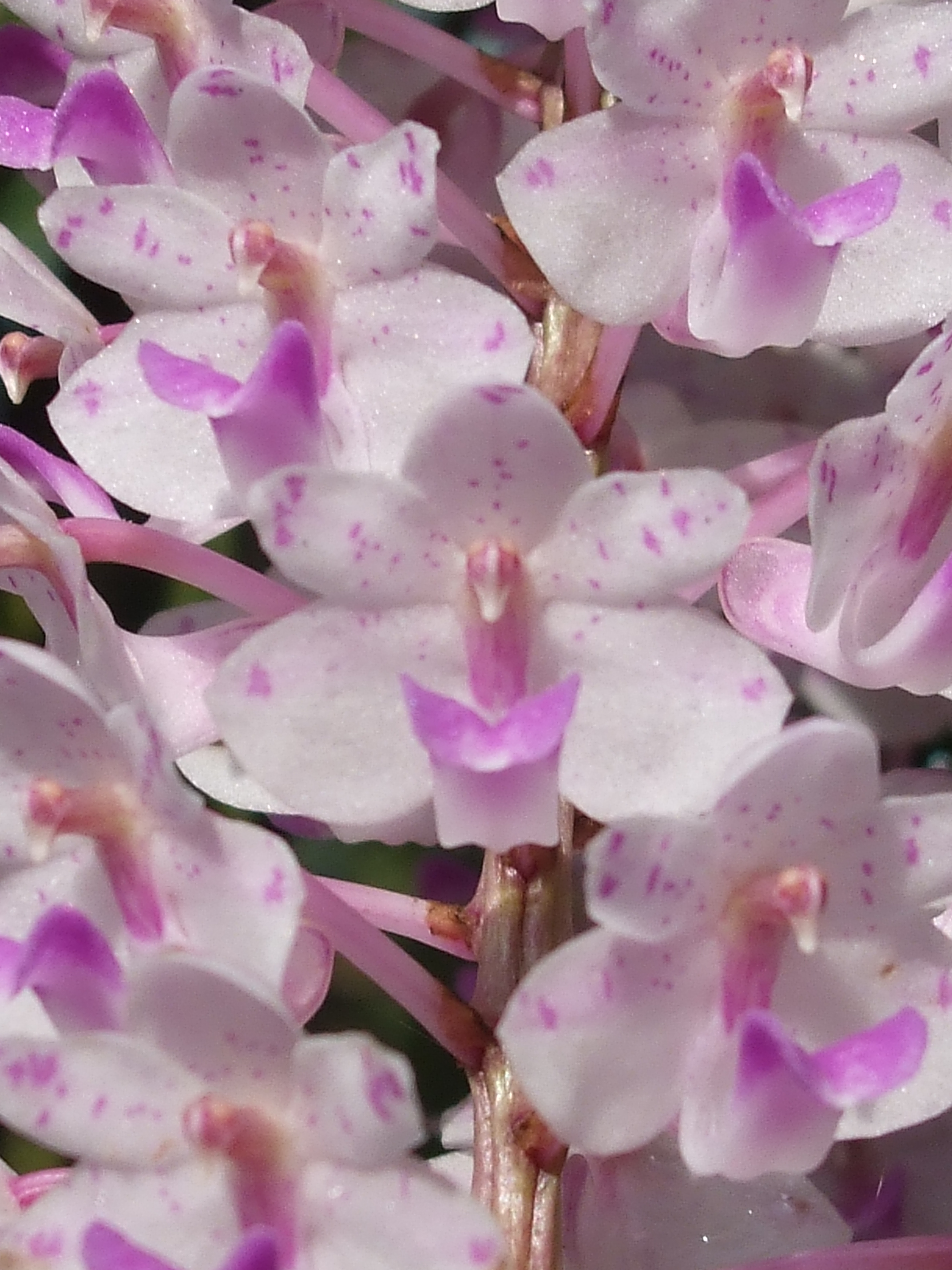
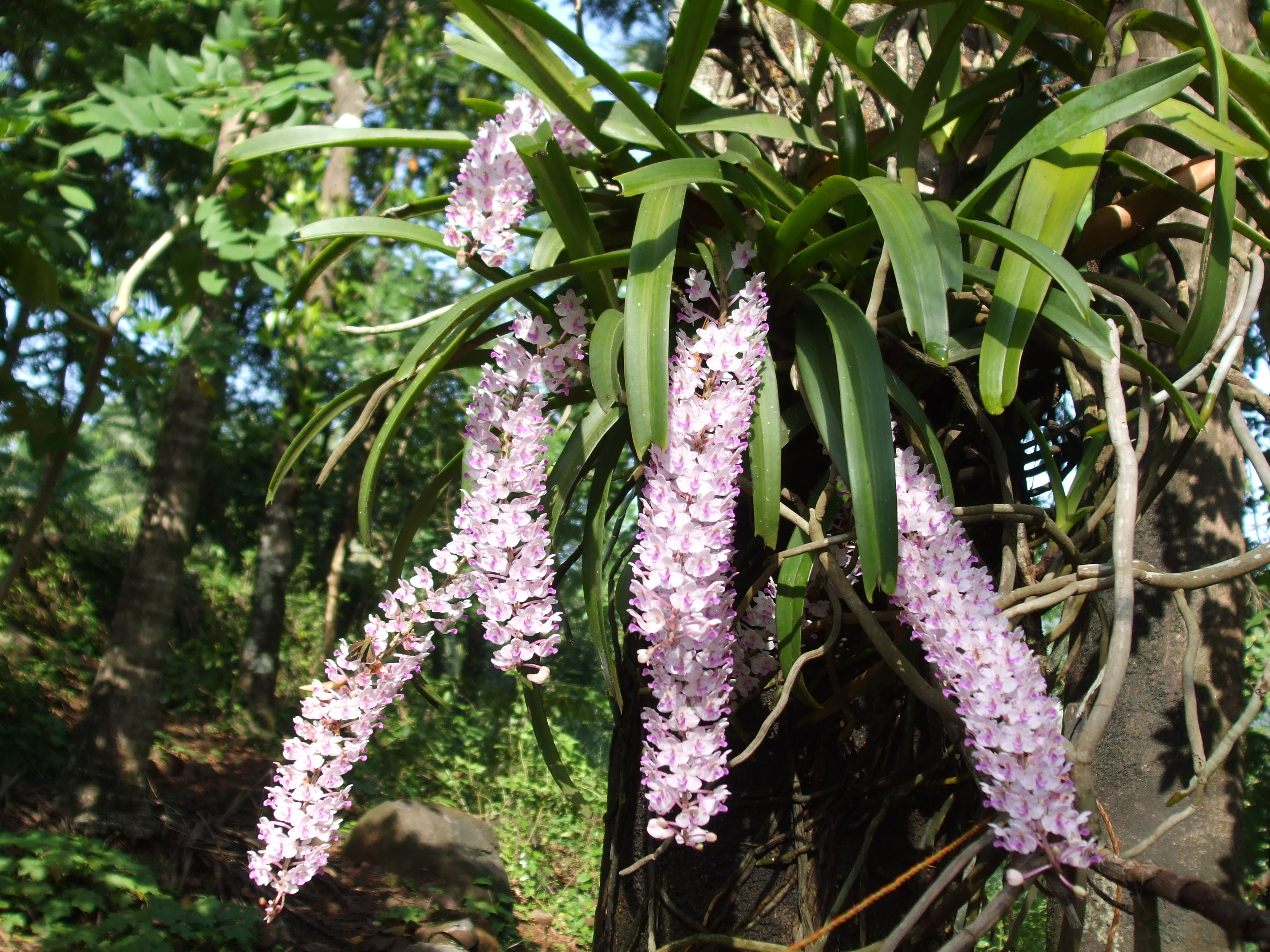
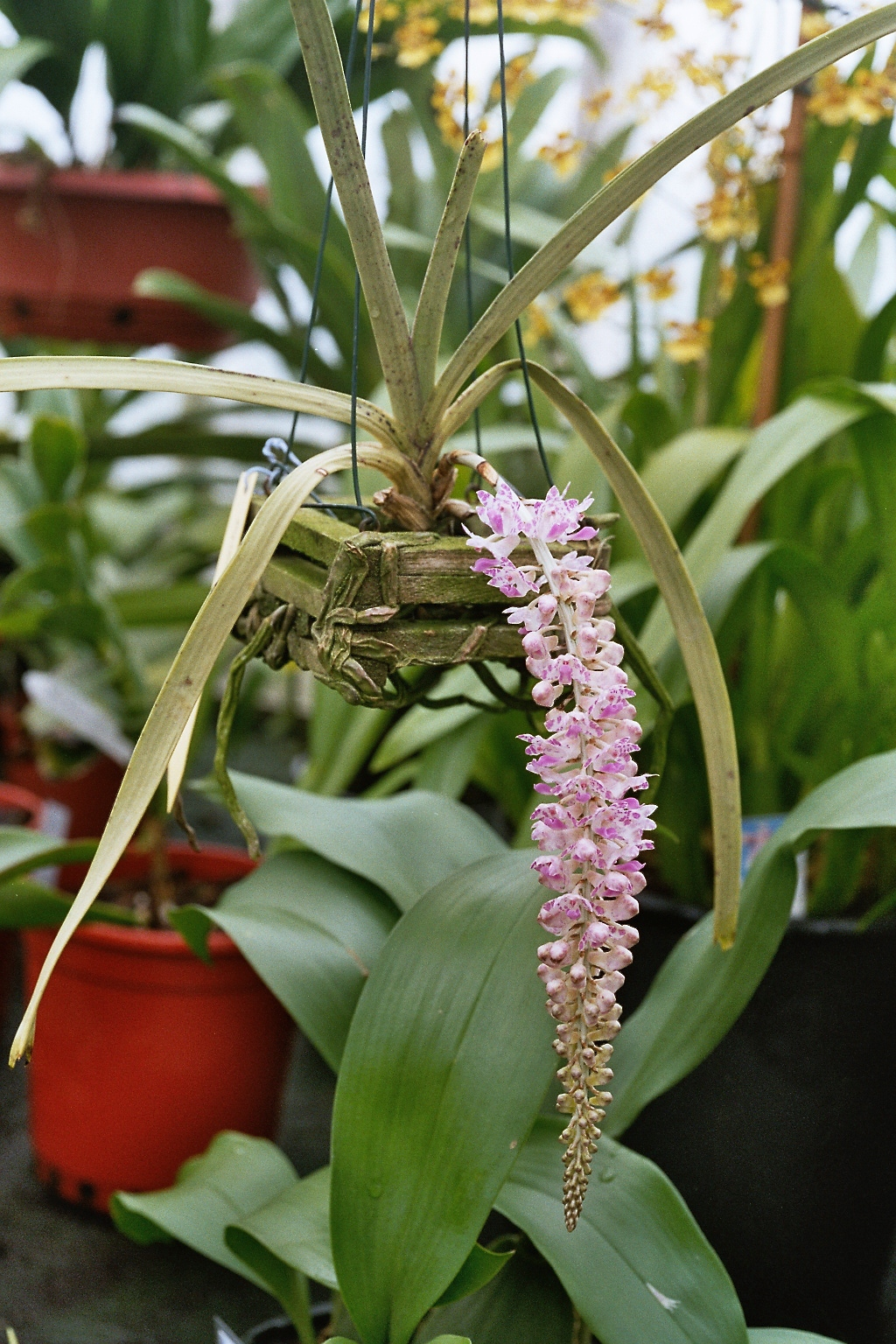
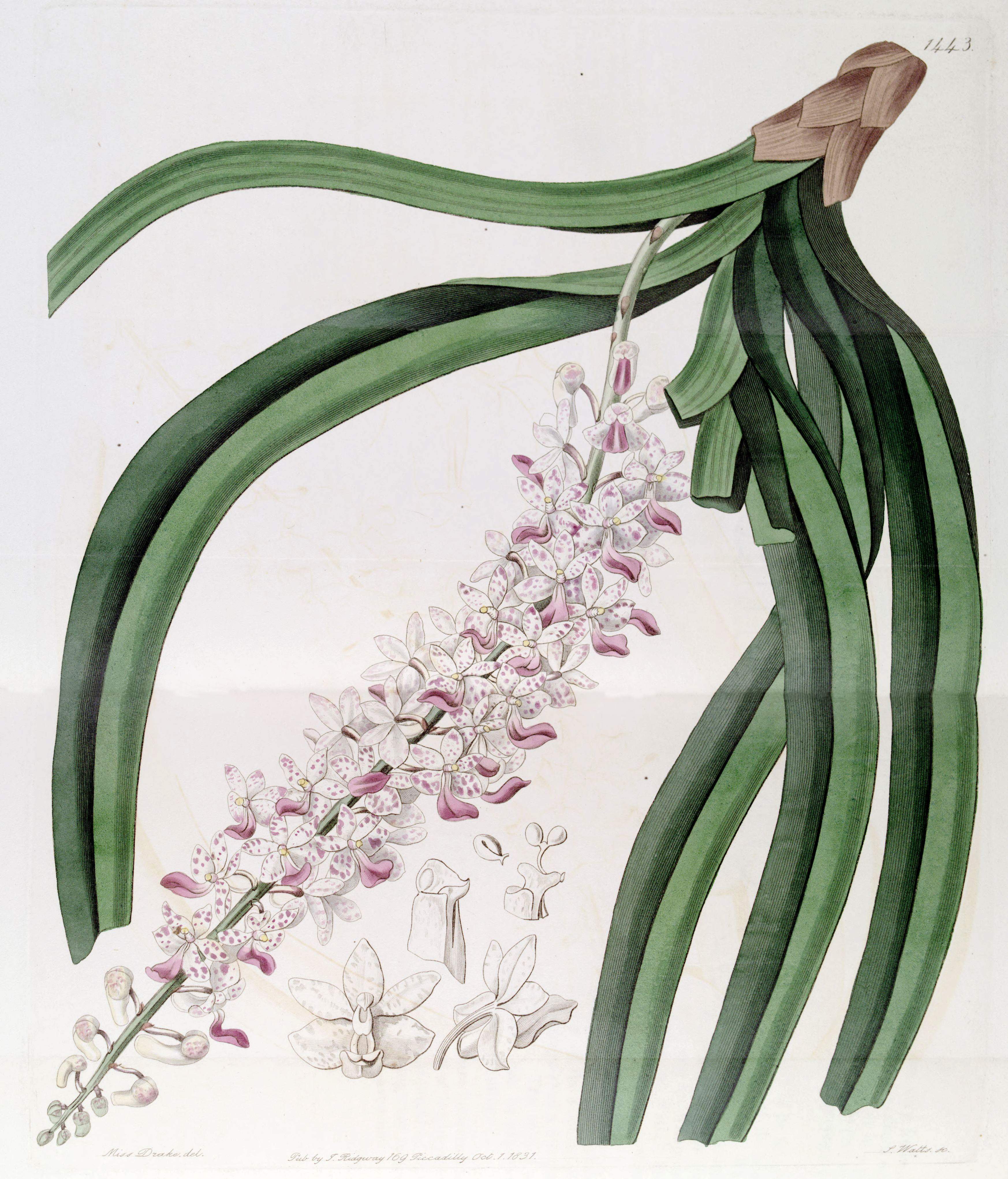
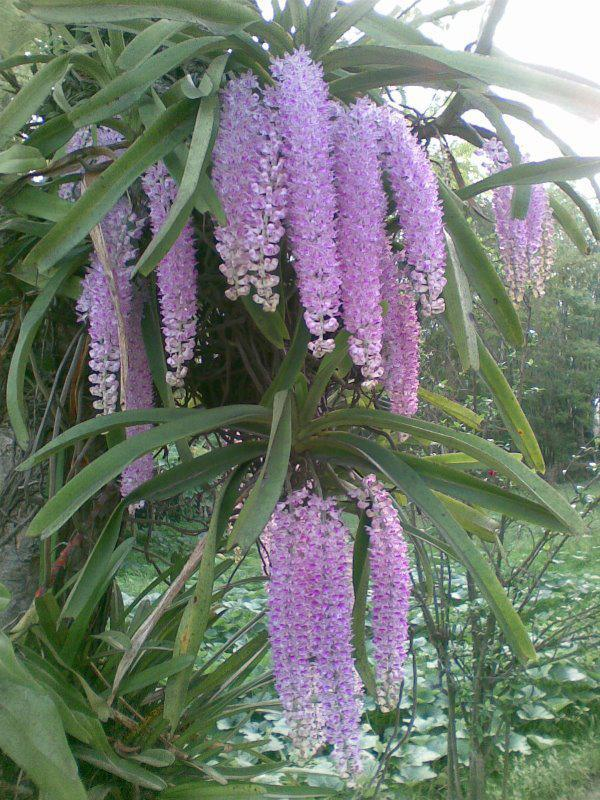
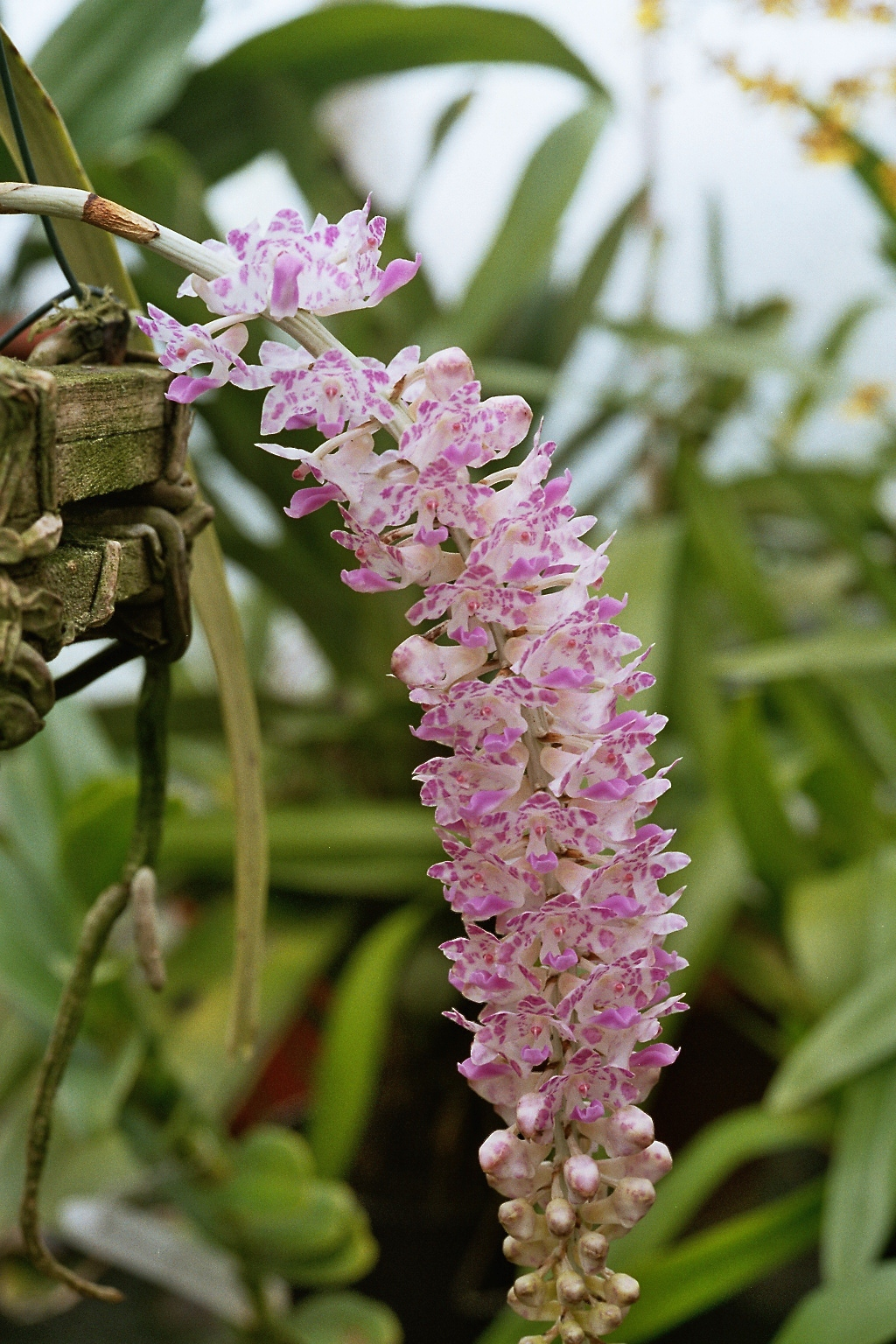